# وو جیا
وو جیا(چینی:沃甲) زاده شده با نام زی یو (چینی:子逾) شاهی بود از شاهان دودمان شانگ در چین. نام او در کتاب شیجی نوشته سیما کیان تاریخنگار هان، پانزدهمین شاه شانگ آمده‌است که پس از برادرش زو شین(祖辛)، در سال رنیان(چینی:壬寅) در تختگاه بی(چینی:壬寅) به شاهی نشست. او ۲۵ سال فرمان راند(هرچند برخی منابع ۲۰ سال نوشته‌اند)، تا این که درگذشت؛ پس از مرگ به نام وو جیا شناخته گردید. پس از وی، برادرزاده‌اش زو دینگ به تخت نشست.